# Медведєв Юрій Олександрович
Юрій Олександрович Медведєв — український астроном, який спеціалізується на приладобудуванні, космічних місіях. Відомий створенням призмової камери й електроспектрофотометра для видимої ділянки спектра.

## Біографія
В 1960 р. закінчив Хабаровський педінститут.
Захистив кандидатську дисертацію
В 1960-х рр. виконував обов'язки начальника станції в Маяках. Після переїзду в Одесу працював у відділі космічних досліджень, був завідувачем відділом у НДІ «Астрономічна обсерваторія» ОНУ імені І. І. Мечникова.
Після смерті В. П. Цесевіча наприкінці 1983 р. зайняв місце директора Одеської обсерваторії. Працював на цій посаді до кінця 1990 р.
В. Г. Каретніков та Ю. О. Медведєв робота зі створення призмової камери й електроспектрофотометра для видимої ділянки спектра.
Він активно розвивав тематику дослідження штучних супутників Землі.